# 馬平郡
马平郡，中国南北朝时设置的郡。
南朝梁析桂林郡置马平郡，属龍州。治所在潭中县（今广西柳州市东南柳江东南岸驾鹤山间）。辖境相当今广西壮族自治区柳州市东南及柳江区一带。南朝陈沿置，下辖潭中县、马平县、建安县、龙平县、宾平县、始集县、新林县、绥宁县、中胄县、晋平县、威化县。隋文帝开皇九年（589年）隋灭陈，废马平郡，属县地入桂州。